# Coppenhall
Coppenhall es una parroquia civil y un pueblo del distrito de South Staffordshire, en el condado de Staffordshire (Inglaterra).

## Geografía
Según la Oficina Nacional de Estadística británica, Coppenhall tiene una superficie de 3,65 km².

## Demografía
Según el censo de 2001, Coppenhall tenía 201 habitantes (42,79% varones, 57,21% mujeres) y una densidad de población de 55,07 hab/km². El 12,94% eran menores de 16 años, el 69,15% tenían entre 16 y 74, y el 17,91% eran mayores de 74. La media de edad era de 50,79 años. Del total de habitantes con 16 o más años, el 12,57% estaban solteros, el 65,71% casados, y el 21,71% divorciados o viudos.
Según su grupo étnico, el 95,52% de los habitantes eran blancos, el 1,49% mestizos, y el 2,99% asiáticos. La mayor parte (94,5%) eran originarios del Reino Unido. El resto de países europeos englobaban al 2% de la población, mientras que el 3,5% había nacido en cualquier otro lugar. El cristianismo era profesado por el 83,42% y el sijismo por el 2,01%, mientras que el 7,04% no eran religiosos y el 7,54% no marcaron ninguna opción en el censo.
Había 72 hogares con residentes y 3 alojamientos vacacionales o segundas residencias.